# Osterstraße (metrostation)
Osterstraße is een metrostation in het stadsdeel Eimsbüttel van de Duitse stad Hamburg. Het station werd geopend op 23 mei 1914 en wordt bediend door lijn U2 van de metro van Hamburg.